# Course en ligne masculine des moins de 23 ans aux championnats du monde de cyclisme sur route 2018
La course en ligne masculine des moins de 23 ans aux championnats du monde de cyclisme sur route 2018 a lieu sur 179,9 kilomètres le 28 septembre 2018 à Innsbruck, en Autriche.

## Parcours
Le parcours est tracé sur 179,9 kilomètres. Les coureurs partent de la ville de Kufstein, dans la région du Tyrol. Les 60 premiers sont complètement plats jusqu'à la ville de Schwaz, puis le peloton traverse le district de Schwaz jusqu'aux villes de Buch in Tirol et Scharnitz où les cyclistes passent sur l'Inn. Lors du passage dans la ville de Terfens, les cyclistes font face à la première montée avec une ascension de 2,6 kilomètres avec une pente moyenne de 7 % et des rampes maximales de 14 %. Cette difficile section voit les cyclistes grimper très fort sur 350 mètres avant d'atteindre le plateau de la commune de Gnadenwald. La descente conduit ensuite les cyclistes vers les villages d'Absam, Thaur et Rum avant d'arriver à Innsbruck.
Une fois que le peloton atteint la ville d'Innsbruck, les cyclistes sont confrontés à un circuit à parcourir quatre fois. Il s'agit d'une boucle de 23,8 kilomètres à travers le district d'Innsbruck, dont une montée de 7,9 kilomètres avec une pente maximale de 10 %, entre Aldrans et la station de ski de Patscherkofel située à 2 246 mètres d'altitude. Ensuite, la descente emmène les coureurs aux petits villages de Igls et Vill, passant par le célèbre tremplin de saut de ski de Bergisel jusqu'au stade de football, le Tivoli Neu au cœur d'Innsbruck.
Le sommet est situé à 13 kilomètres de l'arrivée. La descente qui suit est de 6 kilomètres et il reste alors 7 kilomètres de plat pour rejoindre  la ligne d'arrivée qui est située en face du palais de Hofburg,.

## Qualification
Le nombre de participants par pays est déterminé par des critères établis par l'Union Cycliste Internationale. La fédération prend en compte les classements par pays au 12 août 2018, à savoir les classements par pays U23 sur les circuits continentaux, les classements par pays élites sur les circuits continentaux et la Coupe des Nations U23. Cependant, certains pays ont reçu une invitation à participer à cette course. De même, le champion du monde actuel et les différents champions continentaux espoirs ont également le droit de participer et ne peuvent être substitués.
| 5 cyclistes | 4 cyclistes                                                                                           | 3 cyclistes | 1 cycliste |
| Allemagne Australie Belgique Colombie Croatie Danemark Équateur Espagne États-Unis France Grande-Bretagne Irlande Italie Japon Kazakhstan Norvège Pays-Bas Pologne Rwanda Slovénie Suisse Turquie | Autriche Canada Costa Rica Hong Kong Luxembourg Maroc Mexique Mongolie Portugal Russie Serbie Ukraine | Afrique du Sud Algérie Argentine Azerbaïdjan Brésil Chili Corée du Sud Érythrée Hongrie Iran Israël Nouvelle-Zélande Tchéquie Roumanie Singapour Suède Venezuela | Bermudes Burkina Faso Chine Éthiopie Finlande Mali Maurice Panama Pérou Porto Rico République démocratique du Congo République dominicaine Trinité-et-Tobago Tunisie |

## Classement
| \| Classement général \| Classement général \| Classement général \| Classement général \| Classement général \| \| Coureur \| Coureur \| Pays \| Équipe \| Temps \| \| ------------------ \| ------------------ \| ------------------ \| ----------------------- \| ------------------ \| \| 1er \| Marc Hirschi \| Suisse \| Suisse espoirs \| 4 h 24 min 05 s \| \| 2e \| Bjorg Lambrecht \| Belgique \| Belgique espoirs \| + 15 s \| \| 3e \| Jaakko Hänninen \| Finlande \| Finlande \| + 15 s \| \| 4e \| Gino Mäder \| Suisse \| Suisse espoirs \| + 35 s \| \| 5e \| Mark Padun \| Ukraine \| Ukraine espoirs \| + 37 s \| \| 6e \| Jaime Castrillo \| Espagne \| Espagne espoirs \| + 45 s \| \| 7e \| Tadej Pogačar \| Slovénie \| Slovénie espoirs \| + 47 s \| \| 8e \| Ethan Hayter \| Royaume-Uni \| Grande-Bretagne espoirs \| + 47 s \| \| 9e \| Patrick Müller \| Suisse \| Suisse espoirs \| + 47 s \| \| 10e \| James Shaw \| Royaume-Uni \| Grande-Bretagne espoirs \| + 47 s \| |                 |             |                         |                 |
| |                 |             |                         |                 |
| Source : ProCyclingStats |                 |             |                         |                 |
| Classement général |                 |             |                         |                 |
| Coureur | Coureur         | Pays        | Équipe                  | Temps           |
| 1er | Marc Hirschi    | Suisse      | Suisse espoirs          | 4 h 24 min 05 s |
| 2e | Bjorg Lambrecht | Belgique    | Belgique espoirs        | + 15 s          |
| 3e | Jaakko Hänninen | Finlande    | Finlande                | + 15 s          |
| 4e | Gino Mäder      | Suisse      | Suisse espoirs          | + 35 s          |
| 5e | Mark Padun      | Ukraine     | Ukraine espoirs         | + 37 s          |
| 6e | Jaime Castrillo | Espagne     | Espagne espoirs         | + 45 s          |
| 7e | Tadej Pogačar   | Slovénie    | Slovénie espoirs        | + 47 s          |
| 8e | Ethan Hayter    | Royaume-Uni | Grande-Bretagne espoirs | + 47 s          |
| 9e | Patrick Müller  | Suisse      | Suisse espoirs          | + 47 s          |
| 10e | James Shaw      | Royaume-Uni | Grande-Bretagne espoirs | + 47 s          |